# A.S.D. Albalonga
Associazione Sportiva Dilettante Albalonga là một câu lạc bộ bóng đá Ý có trụ sở tại Albano Laziale, Latium.

## Lịch sử

### Thành lập
Nó được thành lập vào năm 1960 và đã dành nhiều mùa ở Serie D.

## Màu sắc và huy hiệu
Màu sắc của đội là màu xanh nhạt.